# Clinopodium nepeta
Clinopodium nepeta är en kransblommig växtart som först beskrevs av Carl von Linné, och fick sitt nu gällande namn av Carl Ernst Otto Kuntze. Clinopodium nepeta ingår i släktet bergmyntor, och familjen kransblommiga växter.

## Underarter
Arten delas in i följande underarter:
- C. n. glandulosum
- C. n. nepeta

## Bildgalleri

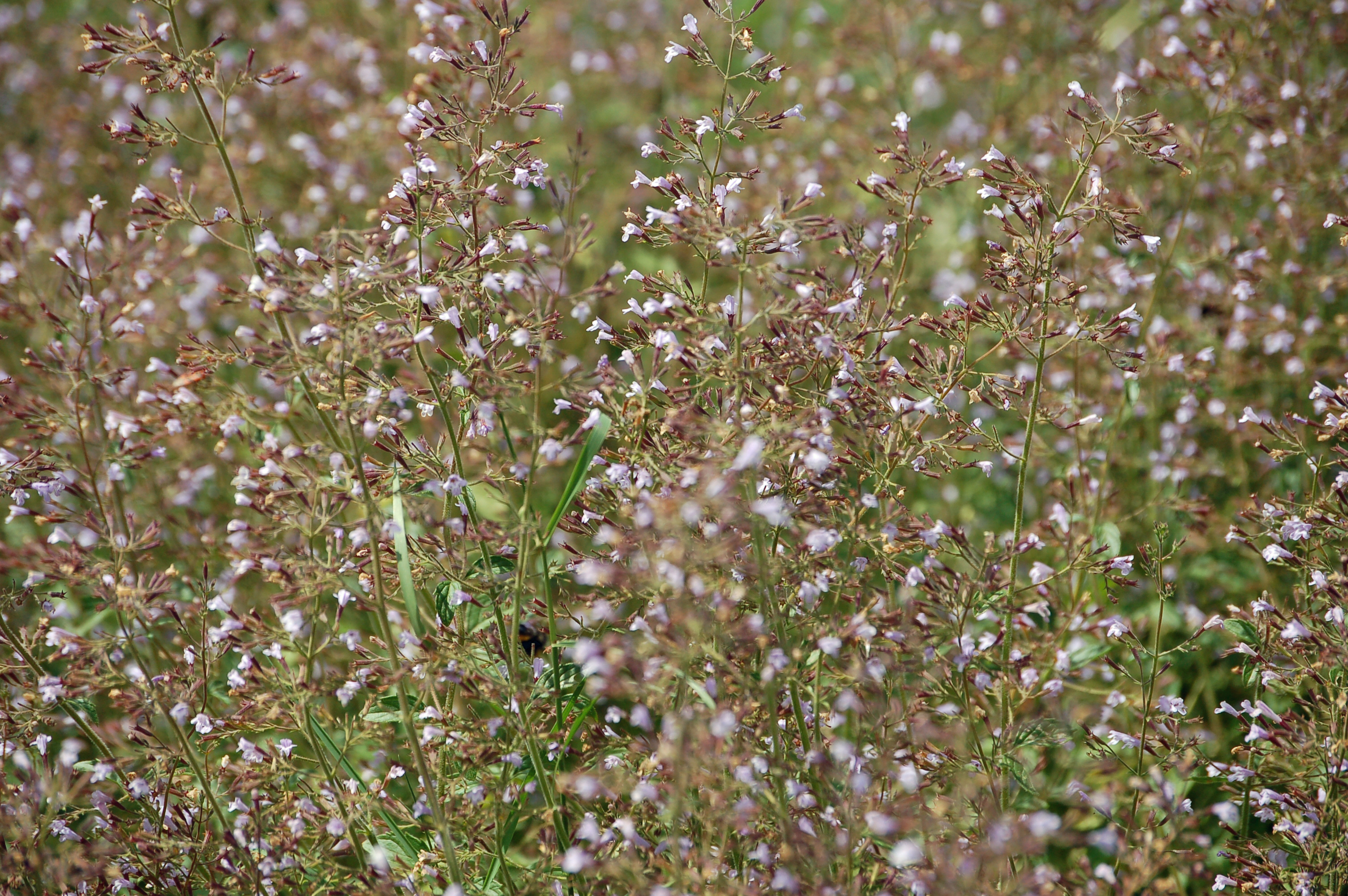
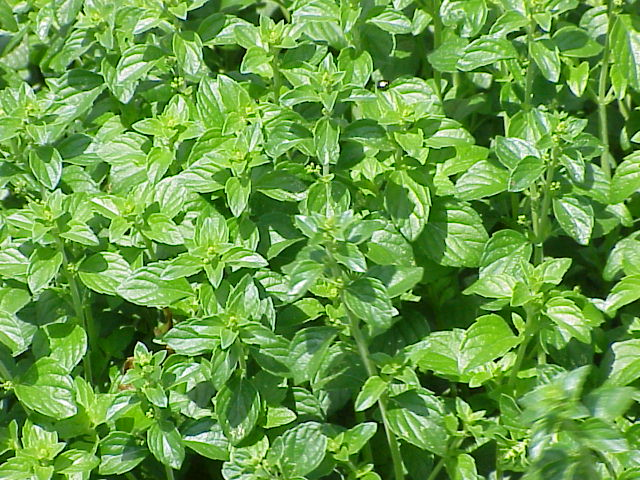
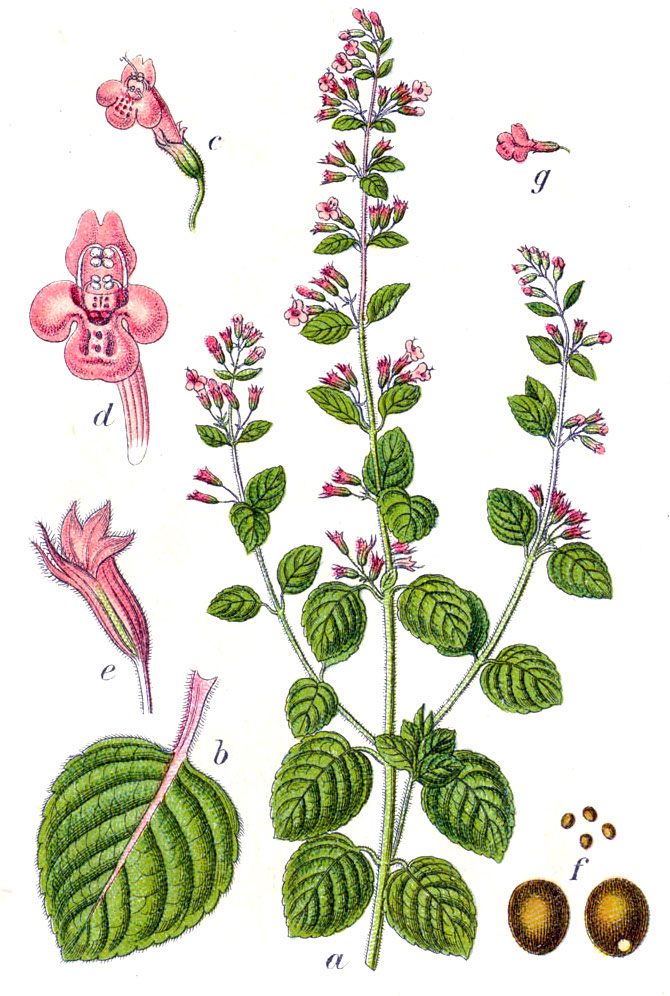
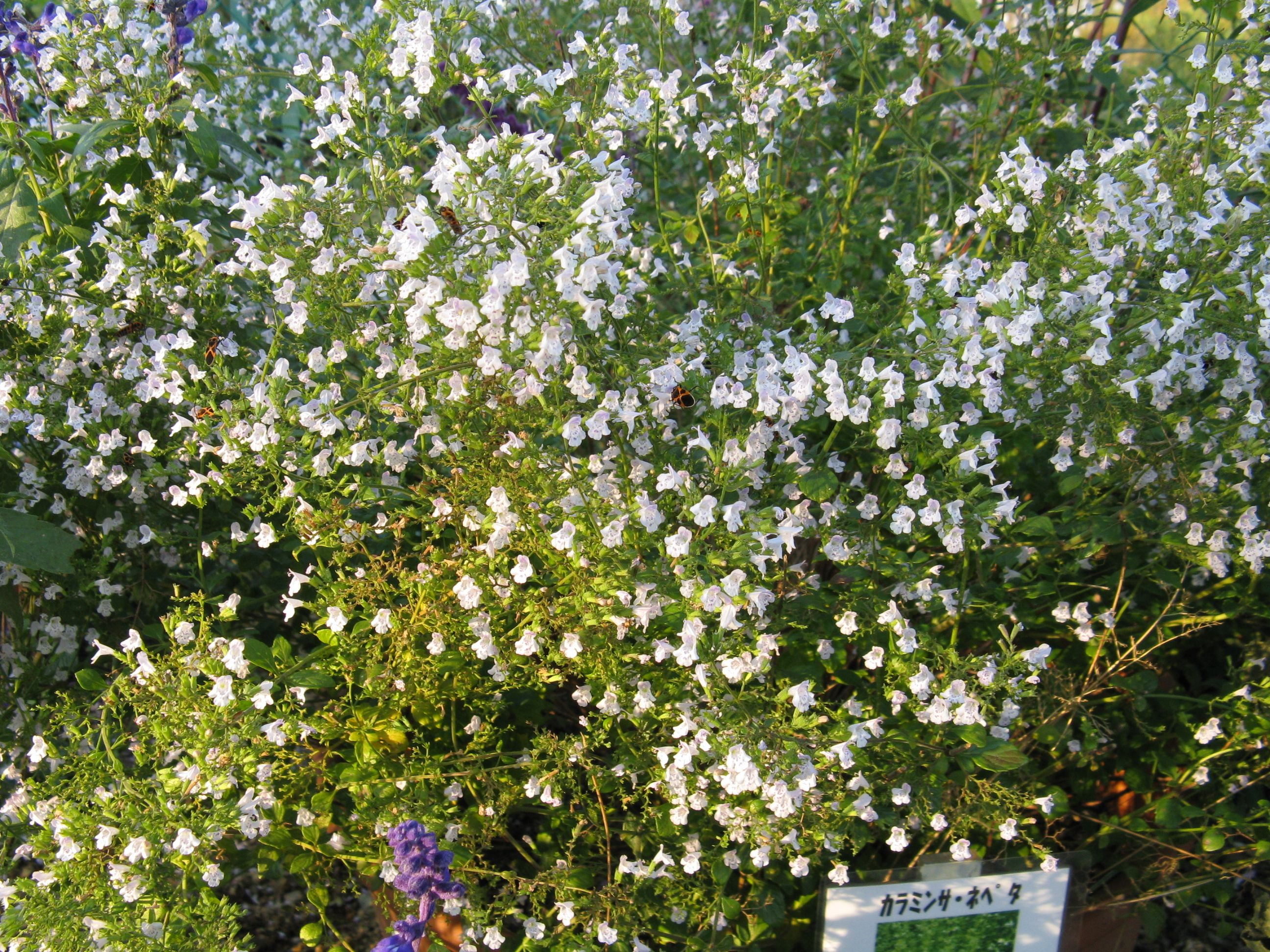
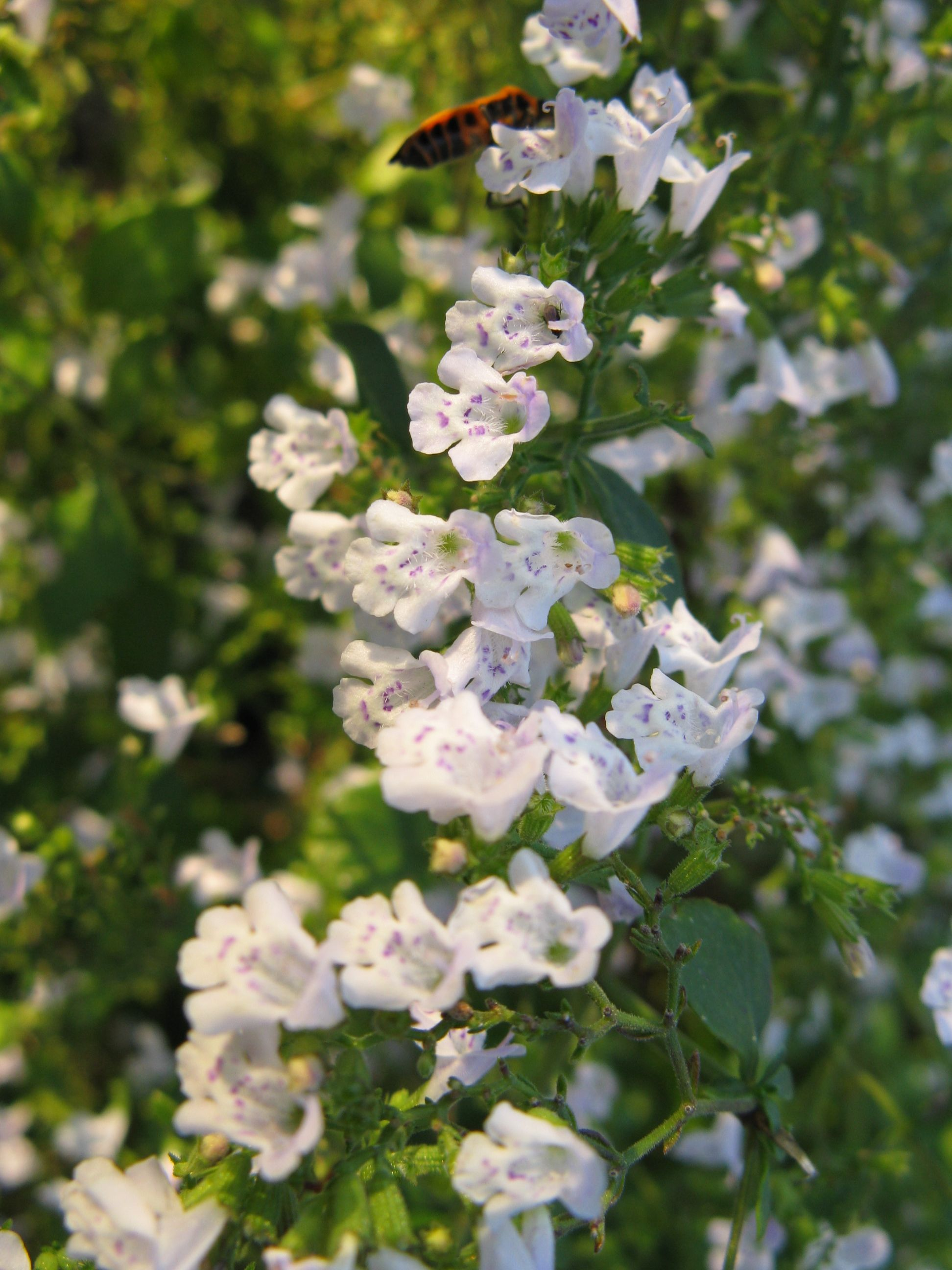
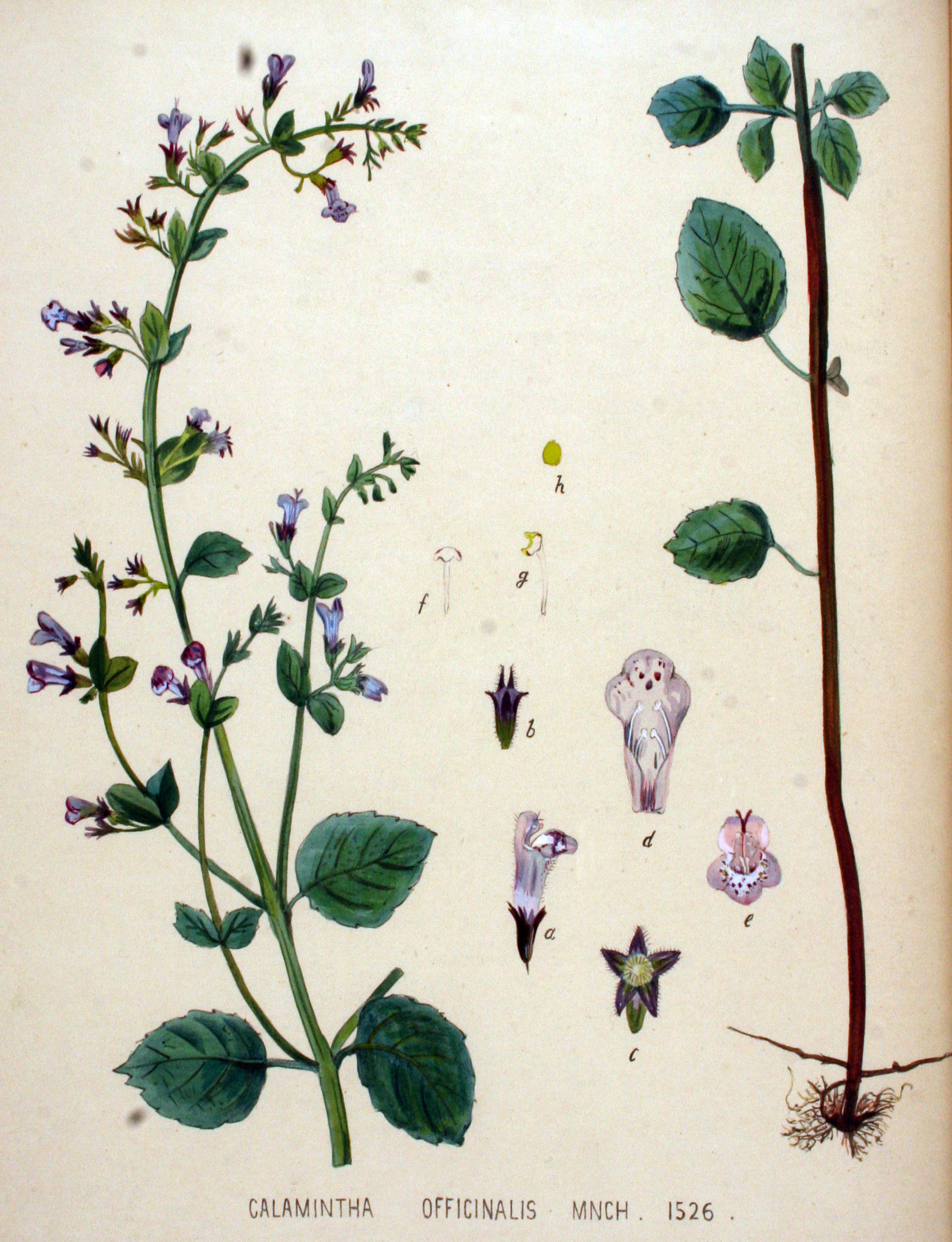